# Bénaménil
Bénaménil – miejscowość i gmina we Francji, w regionie Grand Est, w departamencie Meurthe i Mozela.
Według danych na rok 1990 gminę zamieszkiwało 527 osób, a gęstość zaludnienia wynosiła 56 osób/km² (wśród 2335 gmin Lotaryngii Bénaménil plasuje się na 572. miejscu pod względem liczby ludności, natomiast pod względem powierzchni na miejscu 638.).